# Поддембице
Поддембице (пол. Poddębice)  —  город  в Польше, входит в Лодзинское воеводство,  Поддембицкий повят.  Имеет статус городско-сельской гмины. Занимает площадь 5,89 км². Население — 7898 человек (на 2004 год).
Во время Второй мировой войны нацисты в городе организовали гетто. Практически все его узники были уничтожены.